# جيم مادن
جيمس إدوارد مادن (ولد في 12 أبريل 1958) سياسي أسترالي. كان عضوًا في حزب العمال في الجمعية التشريعية بكوينزلاند منذ عام 2015.

## النشأة والتعليم
ولد مادن ونشأ في إبسويتش. وهو من الجيل الخامس مقيم في إبسويتش ويست منذ أن جاءت عائلته إلى أستراليا من أيرلندا عام 1863. التحق بمدرسة اس تي ماري الابتدائية وتخرج من كلية ادموند. درس البستنة والزراعة في جامعة كوينزلاند جاتون قبل العمل كمهندس زراعي. درس القانون فيما بعد في جامعة قطر.
في خطابه الأول، ذكر مادن أنه ربما كان أكثر إنجازاته فخرًا هو، إلى جانب والدته الراحلة، إحياء تقليد يوم انزاك المتوقف في وودند في عام 1999، والذي يجذب الآن حشدًا من 1000 شخص يوميا.  

## المسيرة المهنية
قبل انتخابات 2015، كان مادن محامياً وعضو مجلس سومرست الإقليمي من 2012 إلى 2015.  

### نتائج انتخابات ولاية كوينزلاند
كان جيم مادن مرشح حزب العمل لإيبسويتش ويست في انتخابات ولاية كوينزلاند عام 2015 . ركض ضد الجلوس العضو الوطني الليبرالي شون تشوات.
فاز مادن حي مع 57,72 في المئة من الاصوات حزب يومين المفضل وإيجابية البديل من 14.87 في المئة.  
أعيد انتخاب مادن بعد انتخابات ولاية كوينزلاند لعام 2017 بنسبة 58.7 في المائة من الأصوات المفضلة بمرشحين.

### عضو في إيبسويتش ويست
في أكتوبر 2015، دعا العضو الليبرالي الوطني إيان ريكوس بعض نواب حزب العمال، بما في ذلك مادن، «الملكات السحب».
ورد مادن بأن ريكوس كان «بعيدا عن الاتصال» وأن «النكات التي تتم على حساب مجتمع المثليين غير مقبولة الآن».
في ديسمبر 2015، تنحى مادن عن لجنة الأخلاقيات بالبرلمان بعد توليه مسؤولية التسريب المشتبه به. تم منع أعضاء لجنة الأخلاقيات من الكشف عن معلومات حول مداولاتهم.
كان يعتقد أن تعليقاته لصحفي كوينزلاند تايمز كانت «غير ضارة» لكنه اعترف بأنه «ما كان يجب عليه التحدث إليه على الإطلاق».
وقال إن هذا الخطأ يرجع إلى قلة خبرته بصفته «عضوًا جديدًا نسبيًا في البرلمان ولجنة الأخلاقيات». ولم يتلق أي عقوبة أخرى على دوره في التسريب.
في فبراير 2016، دعم مادن قوانين المنع المقترحة حيث يعتقد أنها أثبتت فعاليتها في تقليل العنف الذي يغذيه الكحول. 
في مارس 2017، دعم مادن مشروع تعديل القانون الجنائي الذي أزال «التطورات الجنسية غير المرغوب فيها» كدفاع جزئي للمتهمين بالقتل.
و وصف القانون السابق بأنه «دفاع عن الذعر المثلي» وانه «عفا عليه الزمن». وقال إن رسالة التشريع هي أن التمييز «غير مقبول وأننا نقدر مجتمع الميم».
في أكتوبر 2018، صوت لصالح مشروع قانون جعل الإجهاض متاحًا، عند الطلب، لمدة تصل إلى 22 أسبوعًا من الحمل وقدم «اماكن آمنة» لمسافة 150 مترًا حول العيادات. أيد مادن تعديلاً يخفض حد الحمل من 22 إلى 16 أسبوعًا.

## الحياة الشخصية
مادن هو مسيحي كاثوليكي. 